# Charles Dierkop
Charles Dierkop (* 11. September 1936 in La Crosse, Wisconsin; † 25. Februar 2024 in Sherman Oaks, Kalifornien) war ein US-amerikanischer Schauspieler.

## Leben
Geboren und aufgewachsen in La Cross, Wisconsin, besuchte Charles Dierkop die dortige Aquinas Highschool. Seine Schauspielkarriere begann er am Theater. 1962 trat er kurz am Broadway auf. Zu dieser Zeit war er bereits wiederholt in kleinen Rollen in der Serie Gnadenlose Stadt zu sehen, allerdings jedes Mal uncredited. Auch seine ersten Filmauftritte, darunter in Haie der Großstadt, hatte er schon hinter sich (ebenfalls ohne dass sein Name erwähnt worden wäre). Danach war er in Sidney Lumets Film Der Pfandleiher zu sehen. Seine wichtigsten Filmrollen waren die des Flat Nose Curry in Zwei Banditen (1969) und die des Floyd in Der Clou (1973), beide Filme entstanden unter der Regie von George Roy Hill und mit Paul Newman und Robert Redford in den Hauptrollen. Eine Hauptrolle hatte Charles Dierkop 1971 in dem Film Angels Hard As They Come, dem ersten Film, zu dem Jonathan Demme das Drehbuch schrieb.
Im Laufe seiner Fernsehkarriere hatte Dierkop Gastauftritte in Serien wie Verschollen zwischen fremden Welten, Solo für O.N.C.E.L., Rauchende Colts, Raumschiff Enterprise, Batman, Bonanza, Alias Smith und Jones, Cannon, Kobra, übernehmen Sie, Kung Fu, Kojak – Einsatz in Manhattan, Ein Colt für alle Fälle, MacGyver oder Emergency Room – Die Notaufnahme. Seine bekannteste Serienrolle war aber die des Detektive Pete Royster, den er von 1974 bis 1978 in allen 91 Folgen der Serie Make-up und Pistolen darstellte. Zudem hatte er 1992 einen kurzen Auftritt im Video des Liedes Man on the Moon von R.E.M. Sein Markenzeichen war seine große Nase, die er nach Meinung von Hal Erickson für seine Karriere zu nutzen wusste. Dierkops filmisches Schaffen umfasst rund 120 Film- und Fernsehproduktionen zwischen 1960 und 2018.
Synchronisiert wurde er unter anderem von Hans-Werner Bussinger, Klaus Sonnenschein, Gerd Martienzen, Fred Maire und Wolfgang Völz.
Er war von 1958 bis zur Scheidung 1974 mit Joan F. Addis verheiratet und hat zwei Kinder mit ihr. Er starb im Februar 2024 im Alter von 87 Jahren an einer Lungenentzündung und den Folgen eines Herzinfarktes.

## Filmografie (Auswahl)

### Filme
- 1961: Unternehmen Feuergürtel (Voyage to the Bottom of the Sea)
- 1961: Haie der Großstadt (The Hustler)
- 1964: Der Pfandleiher (The Pawnbroker)
- 1967: Chicago-Massaker (The St. Valentine’s Day Massacre)
- 1968: Die wilden Jahre (The Sweet Ride)
- 1969: Zwei Banditen (Butch Cassidy and the Sundance Kid)
- 1971: Angels Hard As They Come
- 1971: Um 9 Uhr geht die Erde unter (City Beneath the Sea) (Fernsehfilm)
- 1973: Der Clou (The Sting)
- 1984: Stille Nacht – Horror Nacht (Silent Night, Deadly Night)
- 1988: Das Gesetz ist der Tod (Messenger of Death)
- 1989: Blood Red – Stirb für dein Land (Blood Red)
- 1990: Avatar: Wiedergeburt des Bösen (Eternity)
- 1994: Maverick – Den Colt am Gürtel, ein As im Ärmel (Maverick)
- 2001: James Dean (Fernsehfilm)
- 2009: Forget me Not

### Fernsehserien
- 1960–1962: Gnadenlose Stadt (Naked City 8 Folgen)
- 1965: The Trials of O’Brien (Folge 1x02)
- 1965: Die Seaview – In geheimer Mission (Voyage to the Bottom of the Sea, Folge 2x06)
- 1965: Verschollen zwischen fremden Welten (Lost in Space, Folge 1x13)
- 1966: Solo für O.N.C.E.L. (The Man from U.N.C.L.E., Folge 3x10)
- 1966: The Andy Griffith Show (Folge 7x13)
- 1966–1973: Rauchende Colts (Gunsmoke, Folgen 11x21, 12x11 und 19x13)
- 1967: Immer wenn er Pillen nahm (Mr. Terrific, Folge 1x07)
- 1967: Raumschiff Enterprise (Star Trek, Folge 2x14)
- 1968: Batman (Folge 3x20)
- 1968–1969: Daniel Boone (Folgen 5x11 und 6x09)
- 1968–1970: Lancer (Folgen 1x02, 1x26 und 2x18)
- 1969: Der Chef (Ironside, Folge 2x19)
- 1969: Ihr Auftritt, Al Mundy (It Takes a Thief, Folge 2x24)
- 1969–1972: Bonanza (Folgen 10x29, 12x18 und 14x05)
- 1969–1973: Mannix (Folgen 3x06 und 7x06)
- 1970: High Chaparral (The High Chaparral, Folge 3x16)
- 1970: Planet der Giganten (Land of the Giants, Folge 2x21)
- 1970: FBI (The F.B.I., Folge 6x03)
- 1971: Ohne Furcht und Sattel (Bearcats!, Folge 1x09)
- 1971–1972: Alias Smith und Jones (Alias Smith and Jones, Folgen 1x01, 2x13 und 3x08)
- 1971–1974: Cannon (Folgen 1x05 und 4x11)
- 1972: Kobra, übernehmen Sie (Mission Impossible, Folge 6x15)
- 1973: Kung Fu (Folge 2x03)
- 1973–1974: Police Story (Folgen 1x01 und 1x21)
- 1974: Kojak – Einsatz in Manhattan (Kojak, Folge 1x19)
- 1974–1978: Make-up und Pistolen (Police Woman, 91 Folgen)
- 1978: Vegas (Vega$, Folge 1x09)
- 1980: CHiPs (Folge 4x07)
- 1980–1982: Fantasy Island (Folgen 3x17 und 5x12)
- 1983: T. J. Hooker (Folgen 3x08)
- 1983–1984: Matt Houston (Folgen 2x06 und 2x19)
- 1983–1985: Ein Colt für alle Fälle (The Fall Guy, Folgen 2x17, 4x16 und 4x17)
- 1986–1988: Simon & Simon (Folgen 6x07 und 7x13)
- 1991: MacGyver (Folge 7x12)
- 1996: Emergency Room – Die Notaufnahme (ER, Folge 3x10)
- 1998: X-Factor: Das Unfassbare (Beyond Belief: Fact or Fiction)